# الدوري السلوفيني لكرة القدم 1988–89
الدوري السلوفيني لكرة القدم 1988–89 هو موسم من الدوري السلوفيني لكرة القدم ‏. فاز فيه NK Ljubljana ‏.